# Kostel svatého Lukáše (Colán)
Kostel svatého Lukáše (špan. Iglesia de San Lucas) v peruánské lázeňské obci Colán je nejstarší kostel v Jižní Americe.

## Historie
Byl vystavěn dominikány ve 30. letech 16. století jako součást klášterního komplexu. Kostel je postaven z vápence na základech předkolumbovské svatyně Chimúů.
V interiéru se dochovalo bohaté vnitřní vybavení, zejména oltářní obrazy.
Roku 1983 byl prohlášen národní historickou památkou.